# Dual channel

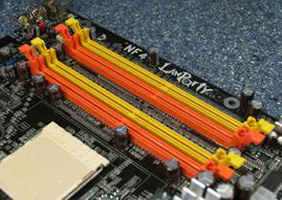
Kolorystyka złącz pamięci pracujących w trybie dual channel

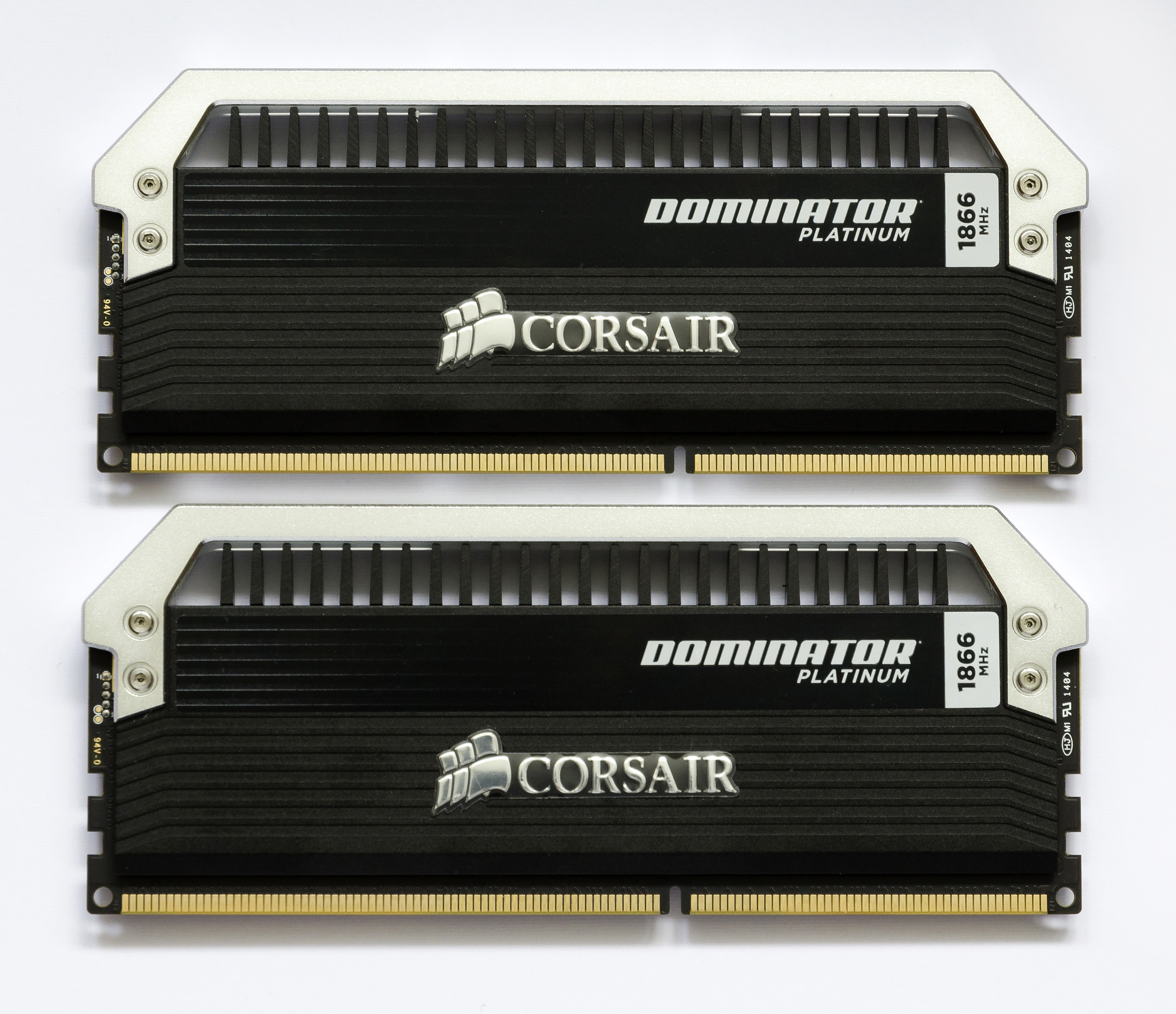
Pamięci przystosowane do pracy w trybie dwukanałowym

Dual channel – technologia stosowana w kontrolerach pamięci, do wydajniejszej obsługi pamięci RAM. Polega na podwojeniu przepustowości przesyłu danych pomiędzy kontrolerem pamięci a pamięcią RAM. Technologia dual channel wykorzystuje dwa 64-bitowe kanały, co razem daje magistralę o szerokości 128 bitów dla przesyłu danych pomiędzy pamięcią RAM a kontrolerem pamięci.
Technologia dual channel wymaga umieszczania modułów pamięci parami, w skorelowanych ze sobą gniazdach (gniazda te na płycie głównej oznaczone są najczęściej odpowiednimi kolorami). Moduły pamięci tworzące parę powinny być takie same. Możliwe jest także używanie podobnych modułów RAM różnych producentów, pod warunkiem, że mają taką samą wielkość pamięci (dopuszczalne są różne timingi (opóźnienia) oraz różne częstotliwości – w takim przypadku płyta główna ustawi częstotliwość pamięci zgodne z częstotliwością najwolniejszej zainstalowanej pamięci RAM).
Płyty główne oparte na nowoczesnych chipsetach obsługują tryb dual channel również, gdy użyjemy do jego budowy dwóch par pamięci o różnej pojemności (np. 2x1 GB + 2x2 GB).